# Guaranita yaculica
Guaranita yaculica är en spindelart som beskrevs av Huber 2000. Guaranita yaculica ingår i släktet Guaranita och familjen dallerspindlar. Inga underarter finns listade i Catalogue of Life.